# Australische Cricket-Nationalmannschaft in Neuseeland in der Saison 1999/2000
Die Tour der australischen Cricket-Nationalmannschaft nach Neuseeland in der Saison 1999/2000 fand vom 17. Februar bis zum 3. April 2000 statt. Die internationale Cricket-Tour war Bestandteil der Internationalen Cricket-Saison 1999/2000 und umfasste drei Tests und sechs ODIs. Australien gewann die Test-Serie 3–0 und die ODI-Serie 4–1.

## Vorgeschichte
Neuseeland bestritt zuvor eine Tour gegen die West Indies, Australien eine Tour gegen Indien. Das letzte Aufeinandertreffen der beiden Mannschaften bei einer Tour fand in der Saison 1997/98 in Neuseeland statt.

## Stadien
Die folgenden Stadien wurden für die Tour als Austragungsort vorgesehen.
| Stadion              | Stadt        | Kapazität | Spiele               |
| -------------------- | ------------ | --------- | -------------------- |
| Eden Park            | Auckland     | 50.000    | 1. Test; 2. & 6. ODI |
| Jade Stadium         | Christchurch | 38.628    | 4. ODI               |
| University Oval      | Dunedin      | 6.000     | 3. ODI               |
| Seddon Park          | Hamilton     | 10.000    | 3. Test              |
| McLean Park          | Napier       | 22.500    | 5. ODI               |
| Basin Reserve        | Wellington   | 11.000    | 2. Test              |
| WestpacTrust Stadium | Wellington   | 34.500    | 1. ODI               |

## Kaderlisten
Australien benannte seinen ODI-Kader am 7. Februar und seinen Test_Kader am 16. Februar 2000.
Neuseeland benannte seinen ODI-Kader am 9. Februar und seinen Test-Kader am 7. März 2000.
| Test | Test | ODI | ODI |
| Neuseeland | Australien | Neuseeland | Australien |
| --- | --- | --- | --- |
| - Stephen Fleming (K) - Nathan Astle - Chris Cairns - Simon Doull - Matt Horne - Craig McMillan - Shyne O’Connor - Adam Parore (wk) - Mathew Sinclair - Craig Spearman - Daryl Tuffey - Daniel Vettori - Paul Wiseman | - Steve Waugh (K) - Greg Blewett - Adam Gilchrist (wk) - Matthew Hayden - Justin Langer - Brett Lee - Damien Martyn - Glenn McGrath - Colin Miller - Michael Slater - Shane Warne - Mark Waugh | - Stephen Fleming (K) - Nathan Astle - Chris Cairns - Simon Doull - Chris Harris - Craig McMillan - Chris Nevin (wk) - Adam Parore (wk) - Mathew Sinclair - Craig Spearman - Roger Twose - Daniel Vettori - Warren Wisneski - Scott Styris - Paul Wiseman | - Steve Waugh (K) - Michael Bevan - Damien Fleming - Adam Gilchrist (wk) - Ian Harvey - Matthew Hayden - Damien Martyn - Glenn McGrath - Brett Lee - Shane Lee - Andrew Symonds - Shane Warne - Mark Waugh |

## One-Day Internationals

### Erstes ODI in Wellington
| 17. Februar Scorecard | Wellington (WS) | Australien 119-1 (23/43) | – | Neuseeland |
|                       |                 | No Result                |   |            |

Neuseeland gewann den Münzwurf und entschied sich als Feldmannschaft zu beginnen. 

### Zweites ODI in Auckland
| 19. Februar Scorecard | Auckland | Neuseeland 122 (30.1)            | – | Australien 123-5 (24.4) |
|                       |          | Australien gewinnt mit 5 Wickets |   |                         |

Neuseeland gewann den Münzwurf und entschied sich als Schlagmannschaft zu beginnen. Als Spieler des Spiels wurde Brett Lee ausgezeichnet.

### Drittes ODI in Dunedin
| 23. Februar Scorecard | Dunedin | Australien 310-4 (50)          | – | Neuseeland 260 (45) |
|                       |         | Australien gewinnt mit 50 Runs |   |                     |

Neuseeland gewann den Münzwurf und entschied sich als Feldmannschaft zu beginnen. Als Spieler des Spiels wurde Adam Gilchrist ausgezeichnet.

### Viertes ODI in Christchurch
| 26. Februar Scorecard | Christchurch | Australien 349-6 (50)          | – | Neuseeland 301-9 (50) |
|                       |              | Australien gewinnt mit 48 Runs |   |                       |

Neuseeland gewann den Münzwurf und entschied sich als Feldmannschaft zu beginnen. Als Spieler des Spiels wurde Adam Gilchrist ausgezeichnet.

### Fünftes ODI in Napier
| 1. März Scorecard | Napier | Neuseeland 243-9 (50)            | – | Australien 245-5 (45.4) |
|                   |        | Australien gewinnt mit 5 Wickets |   |                         |

Australien gewann den Münzwurf und entschied sich als Feldmannschaft zu beginnen. Als Spieler des Spiels wurde Michael Bevan ausgezeichnet.

### Sechstes ODI in Auckland
| 3. März Scorecard | Auckland | Australien 191 (46.2)            | – | Neuseeland 194-3 (41) |
|                   |          | Neuseeland gewinnt mit 7 Wickets |   |                       |

Australien gewann den Münzwurf und entschied sich als Schlagmannschaft zu beginnen. Als Spieler des Spiels wurde Chris Nevin ausgezeichnet.

## Tests

### Erster Test in Auckland
| 11. – 15. März Scorecard | Auckland | Australien 214 (71) & 229 (77.5) | – | Neuseeland 163 (62.1) & 218 (73.3) |
|                          |          | Australien gewinnt mit 62 Runs   |   |                                    |

Australien gewann den Münzwurf und entschied sich als Schlagmannschaft zu beginnen. Als Spieler des Spiels wurde Daniel Vettori ausgezeichnet.

### Zweiter Test in Wellington
| 24. – 27. Juni Scorecard | Wellington (BR) | Neuseeland 298 (80.5) & 294 (96.2) | – | Australien 419 (120.3) & 177-4 (54.1) |
|                          |                 | Australien gewinnt mit 6 Wickets   |   |                                       |

Neuseeland gewann den Münzwurf und entschied sich als Schlagmannschaft zu beginnen. Als Spieler des Spiels wurde Michael Slater ausgezeichnet.

### Dritter Test in Hamilton
| 31. März – 3. April Scorecard | Hamilton | Neuseeland 232 (82.5) & 229 (86.4) | – | Australien 252 (61.5) & 212-4 (41.3) |
|                               |          | Australien gewinnt mit 6 Wickets   |   |                                      |

Australien gewann den Münzwurf und entschied sich als Feldmannschaft zu beginnen. Als Spieler des Spiels wurde Adam Gilchrist ausgezeichnet.

## Auszeichnungen

### Player of the Match
Als Player of the Match wurden die folgenden Spieler ausgezeichnet.
| Spiel   | Player of the Match |
| ------- | ------------------- |
| 1. Test | Daniel Vettori      |
| 2. Test | Michael Slater      |
| 3. Test | Adam Gilchrist      |
| 1. ODI  | –                   |
| 2. ODI  | Brett Lee           |
| 3. ODI  | Adam Gilchrist      |
| 4. ODI  | Adam Gilchrist      |
| 5. ODI  | Michael Bevan       |
| 6. ODI  | Chris Nevin         |